# Schloss Vaduz
Das Schloss Vaduz, früher auch Hohenliechtenstein genannt, liegt auf einer Felsterrasse über Vaduz, dem Regierungssitz des Fürstentums Liechtenstein. Heute ist es Wahrzeichen des Ortes und Sitz des Fürstenhauses Liechtenstein.

## Lage
Das Schloss Vaduz ist auf einer Felsterrasse rund 120 Meter über der Gemeinde Vaduz gelegen. Nach Westen wird das Schloss durch fast senkrechte Berghänge vom Rheintal abgegrenzt, während sich im Norden, Osten und Süden eine kleinere Ebene erstreckt.

## Geschichte

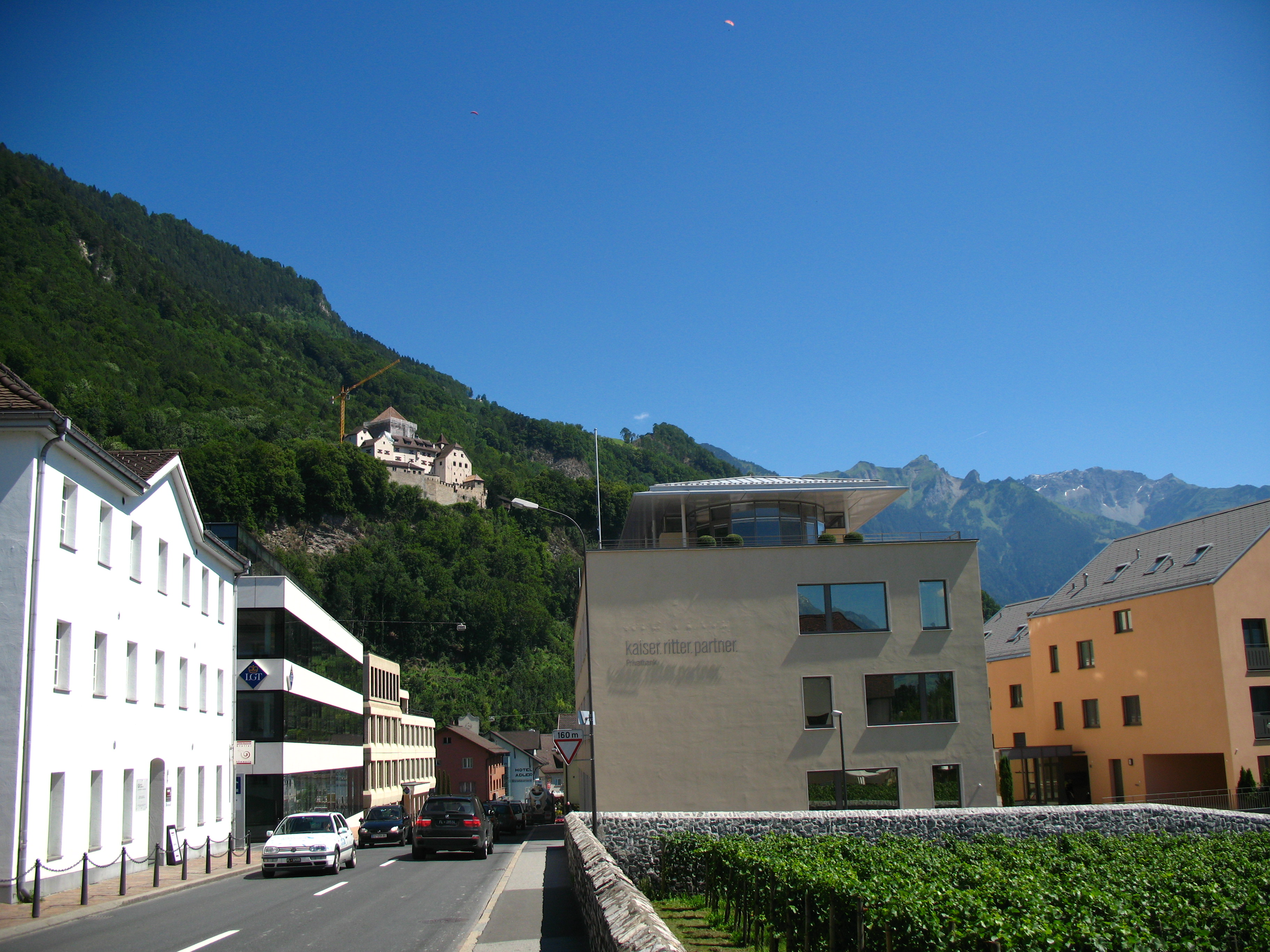
Sicht auf Schloss Vaduz

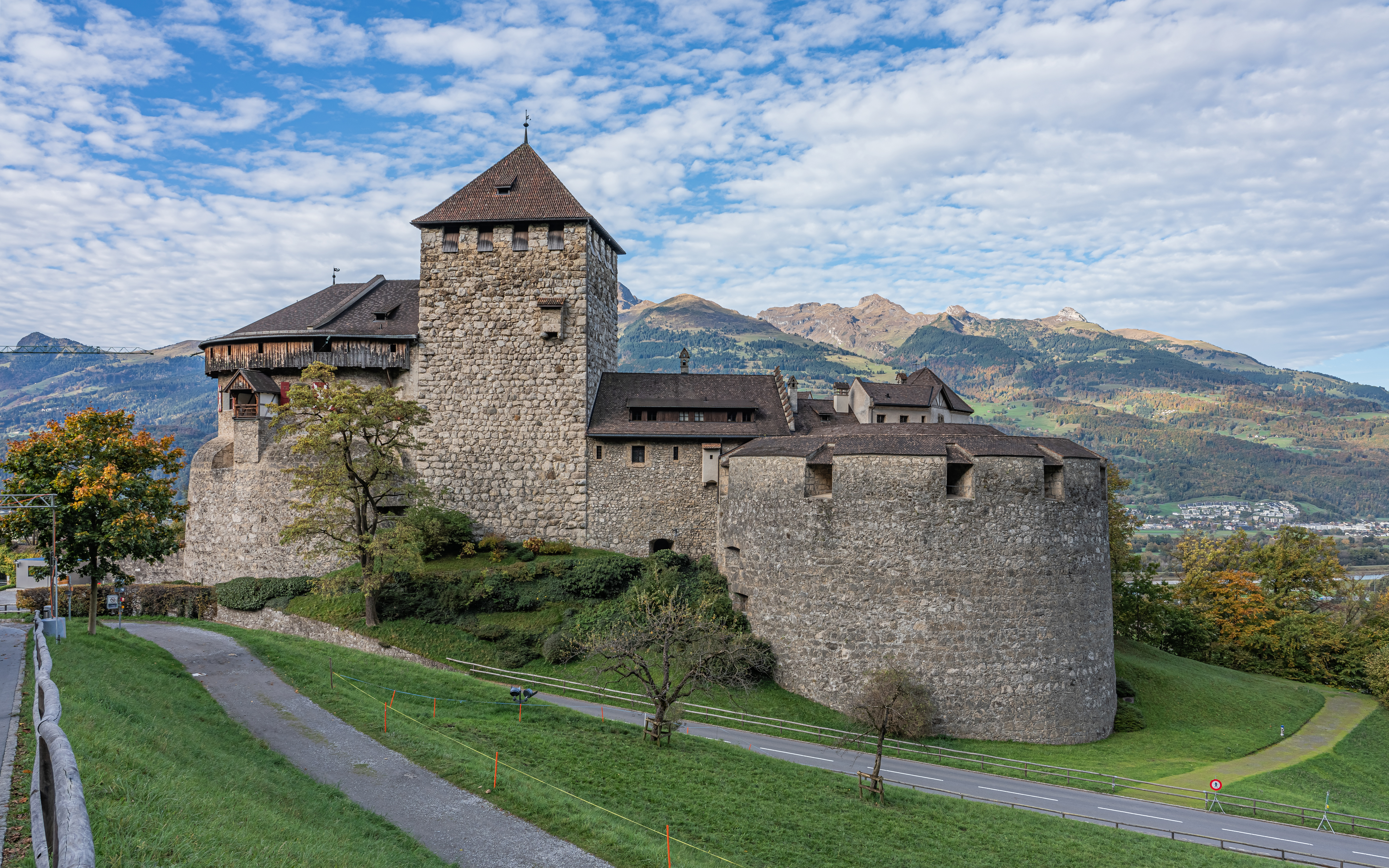
Der Bergfried aus dem 12. Jahrhundert (links) gehört zum ältesten Teil der Anlage, während die Bastion (rechts) erst in der Frühen Neuzeit errichtet wurde.

### Entstehungsgeschichte
Die Entstehungszeit der Burganlage ist nicht sicher belegt. Heute wird aber davon ausgegangen, dass die ersten Gebäudeteile im 12. Jahrhundert erbaut worden sind. Der Bergfried wurde wahrscheinlich als einer der ersten Bauten errichtet und später durch einen Wohnturm ergänzt, der dank dendrochronologischer Untersuchungen auf das Jahr 1287 datiert werden kann. In den folgenden Jahrzehnten wurde die Anlage sukzessive ausgebaut und erweitert.

### Spätmittelalter
1322 wurde das Schloss zum ersten Mal erwähnt: Die Anlage wurde samt Bau und Baumgarten bei der Burg und samt Leuten in Vaduz und Triesen für 400 Mark Silber an Vogt Ulrich von Matsch verpfändet. 1338 erhielt Ulrich von Montfort die Burg als Leibgeding. Bei der Teilung der Sarganser Grafschaft erhielt am 3. Mai 1342 Graf Hartmann III. von Werdenberg die Burg und das Gebiet. Als Graf Hartmann I. nahm er Sitz auf seiner Burg und benannte seine Linie nach dem Herrschaftssitz.
Von 1416 bis 1507 waren Burg und Gebiet Vaduz im Besitz der Freiherren von Brandis. Im Schwabenkrieg brannten die Eidgenossen das Schloss am 12. Februar 1499 nieder. Burgherr Ludwig von Brandis sorgte nach dem Friedensschluss und seiner Freilassung für die Wiederherstellung der Burg.

### Neuzeit
1507 bis 1613 waren die Grafen von Sulz Besitzer. Sie liessen die Burg erweitern und in festungstechnischer Hinsicht verbessern. So wurden u. a. eine Kapelle und zwei Rondelle mit einer Mauerstärke von rund fünf Metern errichtet, die sowohl als Geschützbastion als auch als Wohnstätten dienten. Heute enthalten sie das Depot für die fürstliche Kunstsammlung.
Ihnen folgten als Besitzer die Grafen von Hohenems, die das Schloss bis 1712 vervollständigten.
Seit 1712 befindet sich das Schloss im Besitz der Fürsten von Liechtenstein. In der Zeit von 1712 bis 1732 diente es, nun Hohenliechtenstein genannt, als Sitz der Landvogtei mit Dienstwohnungen im Westtrakt. In den folgenden Jahrzehnten und Jahrhunderten verfiel die Burg zunehmend, und einzelne Teile wurden aus Sicherheitsgründen abgetragen.
Nachdem Egon Rheinberger detaillierte Pläne für eine freie Rekonstruktion verfertigt hatte, unternahm Fürst Johann II. von 1905 bis 1912 unter der Leitung von Landeskonservator Franz von Wieser aus Innsbruck schliesslich eine durchgreifende Wiederherstellung. Als Baumeister wirkte Alois Gstrein aus Brixen. Fürst Franz Josef II. liess es wohnlich ausbauen und nahm 1938 mit seiner Familie ständigen Wohnsitz im Schloss.
Das Schloss ist Privatbesitz der fürstlichen Familie und kann deshalb von der Öffentlichkeit nicht besichtigt werden. Der regierende Landesfürst empfängt im Schloss Staatsgäste und andere Besucher zu privaten Gesprächen.

## Bau

### Rekonstruktion
Das Resultat der im frühen 20. Jahrhundert erfolgten Wiederherstellung schildert Elisabeth Castellani Zahir wie folgt:

«Bei der Wiederherstellung war, um mit Dehio zu sprechen, in der Tat das «relativ Wahrscheinlichere» eingetroffen: Das neu erstandene Schloss Vaduz sah so aus, wie es vorher nie ausgesehen hatte, aber es wirkte glaubwürdig «alt». Die landesfürstliche Burg war von einer vernachlässigten Halbruine zu einem imposanten Gebäudekomplex mit Bergfried, Rondellen, Wehrmauern, Zinnen, Vorburg, Zwinger, Zugbrücke, Halsgraben und Gartenanlage geworden. Einige Ideen Rheinbergers wie die Zugbrücke waren in den Wiederaufbau eingeflossen, andere nicht. Im Innern waren historische Räume im Stil der Gotik und der Renaissance hergerichtet worden. Aber Schloss Vaduz war weder als phantastische noch als stilgetreue Phantasieburg wiedererstanden. Der Aufbau war einem bauhistorischen Restaurierungskonzept verpflichtet, das sich in erster Linie am Substanzerhalt orientierte und wichtige Erkenntnisse der modernen Denkmalpflegetheorie, wie sie ab 1903 etwa von Alois Riegl in Wien unter dem Stichwort «Alterswert» diskutiert wurde, miteinbezog.»

### Schlosskapelle
Die Schlosskapelle im Erdgeschoss des Südtraktes geht auf das Hochmittelalter zurück und bestand wahrscheinlich bereits bei der ersten urkundlichen Erwähnung. Sie tritt jedoch in keinen eigenen Urkunden hervor. In ihrer jetzigen Gestalt geht sie auf die Freiherren von Brandis zurück und ist der heiligen Anna geweiht. Im Jahr 1511 wurde eine noch bestehende St.-Anna-Bruderschaft in Liechtenstein gegründet. 

Als Hofkapelle galt früher die Kirche St. Florian, weswegen die Schlosskapelle keinen eigenen Kaplan hatte. Der spätgotische Flügelaltar der Kapelle zeigt eine Vespergruppe. Die Flügel innen besitzen Motive mit Sankt Katharina und Sankt Barbara. Die Aussenseite zeigt das Martyrium der 10'000 Ritter. Auf der Predella wird das Martyrium der 11'000 Jungfrauen bei Köln dargestellt. Im Tabernakel des Baldachins stehen drei Statuetten: Anna selbdritt, Sankt Sebastian und Martin von Tours. 

Die Kapelle ist heute Privatkapelle der fürstlichen Familie und wird regelmässig für Gottesdienste genutzt.

## Rolle beim Staatsfeiertag
Am Staatsfeiertag des Fürstentums, dem 15. August, findet auf der Schlosswiese der Staatsakt statt: zuerst das Festhochamt – meist zelebriert vom Landesbischof Wolfgang Haas – danach Ansprachen des Landesfürsten und des Landtagspräsidenten. Zumeist lädt die fürstliche Familie die Bevölkerung im Anschluss an den Staatsakt zu einem Aperitif im Schlossgarten ein. Beim Feuerwerk zum Abschluss des Staatsfeiertages sieht man an der stadtseitigen Mauerfront die brennenden Buchstaben Für Gott, Fürst und Vaterland und einen Feuerfall.